# Koloti
Koloti – miasto w Republice Południowej Afryki, położone w prowincji Limpopo, w dystrykcie Capricorn, w gminie Aganang której jest siedzibą administracyjną. Koloti znajduje się ok. 23 km od miasta Polokwane.